# جورجي بوكور
جورجي بوكور (بالرومانية: Gigel Bucur)‏ (مواليد 8 فبراير 1980 في بوخارست) لاعب كرة قدم روماني دولي يجيد اللعب في خط الهجوم . يلعب حاليا لصالح نادي كوبان كراسنودار الروسي منذ 2010 .

## روابط خارجية
- جورجي بوكور على موقع الاتحاد الدولي (مؤرشف)  (الإنجليزية)
- جورجي بوكور على موقع الاتحاد الأوربي (الإنجليزية)
- جورجي بوكور على موقع قاعدة بيانات كرة القدم.إي يو (الإنجليزية)
- جورجي بوكور على موقع ناشيونال فوتبول تيمز (الإنجليزية)
- جورجي بوكور على موقع Soccerway.com (الإنجليزية)
- جورجي بوكور على موقع عالم كرة القدم.نت (الإنجليزية)
- جورجي بوكور على موقع AS.com (الإسبانية)